# Serra de Girbeta
Serra de Girbeta är kullar i Spanien.   De ligger i regionen Aragonien, i den nordöstra delen av landet, 400 km nordost om huvudstaden Madrid.